# Steve Pepoon
Steve Pepoon, né le 19 mai 1956 à Kansas City dans le Missouri et mort le 3 mai 2025 à Paola au Kansas, est un scénariste et producteur de télévision américain. Il a notamment écrit des épisodes pour Les Simpson, Alf et Get a Life. Il est aussi le cocréateur de La Famille Delajungle.

## Filmographie

### Scénariste
- 1986 : Ricky ou la Belle Vie (1 épisode)
- 1987-1990 : Alf (14 épisodes)
- 1990 : It's Garry Shandling's Show (1 épisode)
- 1990 : Ferris Bueller (en) (3 épisodes)
- 1991 : Les Simpson (1 épisode : Tu ne déroberas point)
- 1991 : Get a Life (1 épisode)
- 1992 : The Jackie Thomas Show (1 épisode)
- 1994 : Roseanne (1 épisode)
- 1994 : Tom (1 épisode)
- 1995 : Cleghorne! (1 épisode)
- 1997 : You Wish
- 1998-2004 : La Famille Delajungle (88 épisodes)
- 2001 : La Famille Delajungle : l'anniversaire de Donie
- 2002 : La Famille Delajungle : le film

### Producteur
- 1991 : Get a Life (14 épisodes)
- 1992-1993 : The Jackie Thomas Show (18 épisodes)
- 1993-1994 : Roseanne (15 épisodes)
- 1995 : Cleghorne!
- 1998 : Teen Angel (1 épisode)
- 2000 : Les Stubbs (3 épisodes)

### Acteur
- 1994 : Y a-t-il un flic pour sauver Hollywood ? (membre du public de la cérémonie des Oscars)

## Récompenses
En 1991 il remporte l'Emmy Award du meilleur programme d'animation de moins d'une heure pour l'épisode Tu ne déroberas point des Simpson.